# مکسل
مکسل (به انگلیسی: Maxell) که از شرکتهای زیر مجموعه هیتاچی می‌باشد، شرکت الکترونیکی ژاپنی است، که در زمینه باتری و الکترونیک فعالیت می‌کند.
شرکت مکسل در سال ۱۹۴۷ راه‌اندازی شد و در سال‌های نخست تنها به تولید انواع باتری اشتغال داشت. سپس در دهه ۱۹۸۰ تولید نوارهای کاست و نوارهای ویدئو را آغاز نمود، که نقطه عطفی در تاریخ این شرکت به‌شمار می‌آید.
اکنون دفتر مرکزی این شرکت در شهر ایباراکی، اوساکا، ژاپن قرار دارد و شرکت الکترونیکی هیتاچی، با در اختیار داشتن بیشتر سهام مکسل، مالک اصلی این شرکت محسوب می‌شود.